# フアン・デ・フランデス

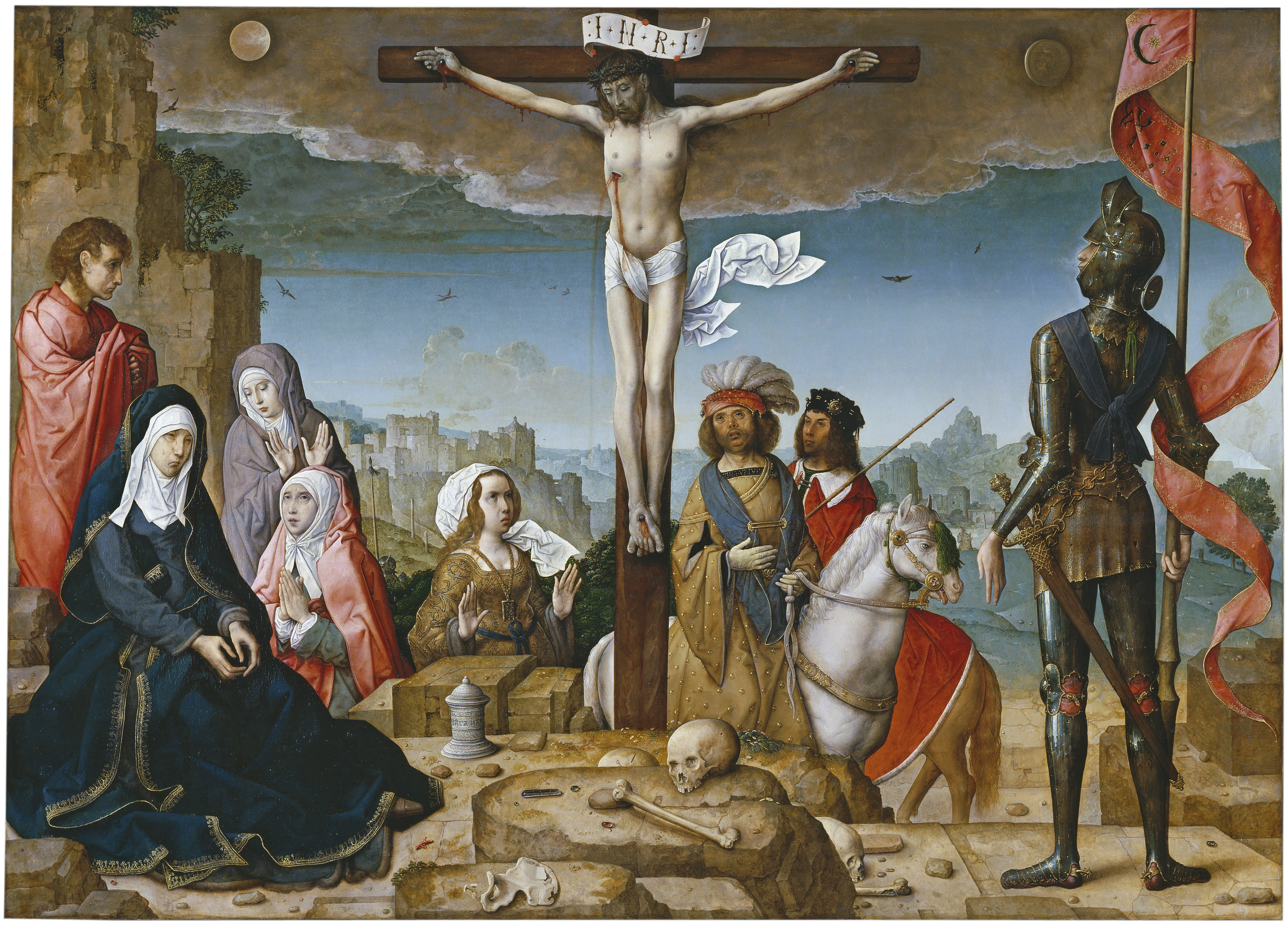
『キリストの磔刑』、プラド美術館 (1509-1518年)

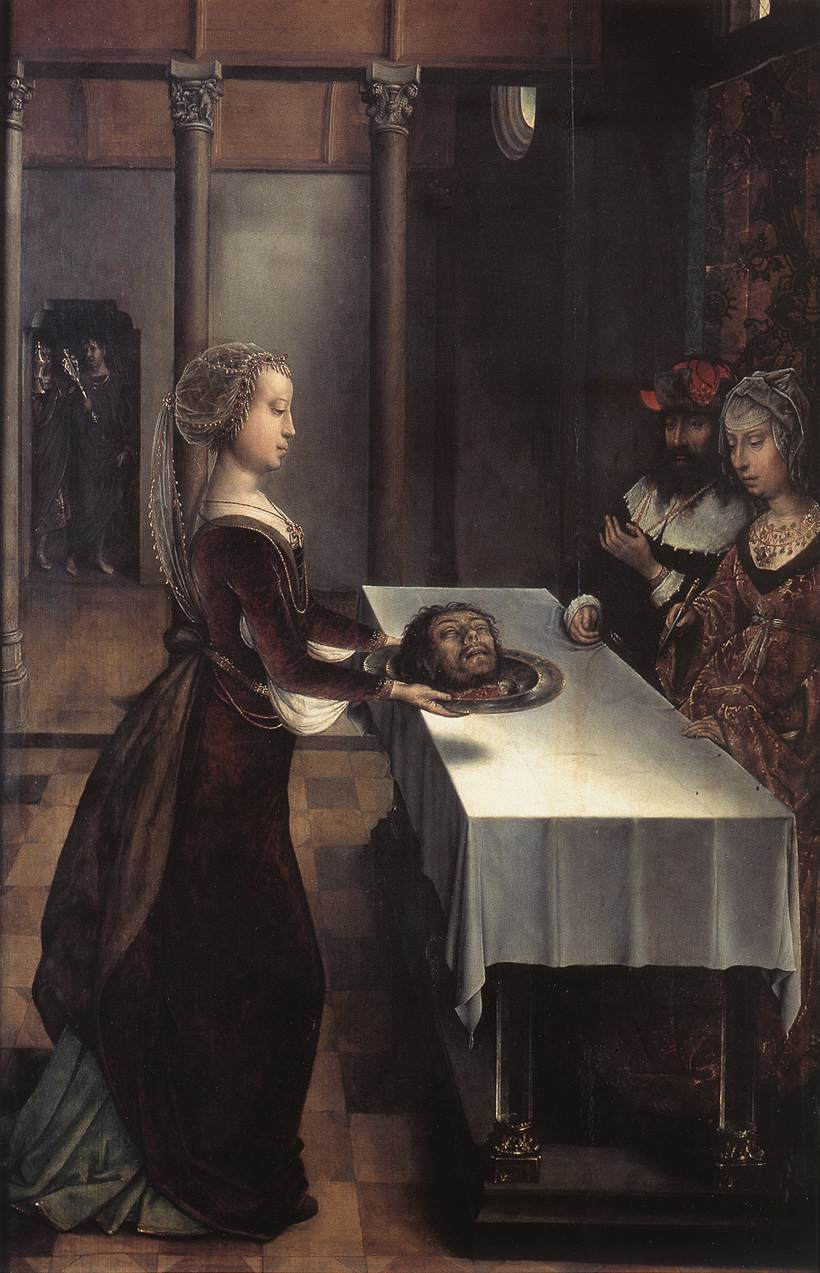
『洗礼者ヨハネの首を持つサロメ』,1496年頃

フアン・デ・フランデス（Juan de Flandes, 1460年頃 - 1519年以降）は、初期フランドル派の画家。1496年から1519年まで、スペインを中心に活動した。デ・フランデスの本名は伝わっていないが、その作品の裏面に「Juan Astrat」という銘があり、ここから「ヤン・ファン・デル・スタート」（Jan van der Staat）のような名前ではないかと推測されている。また、1480年にヘントでマスターの資格を得た「Jan Sallaert」という画家もデ・フランデスではないかと考えられている。
デ・フランデスは1460年ごろにフランドルに生まれた。ヨース・ファン・ワッセンホフやフーゴー・ファン・デル・グースら、当時フランドルのヘントで活動していた画家たちの作風とデ・フランデスの作風がよく似ているために、ヘントのすぐ近くで修行を積んでいたとされる。デ・フランデスの記録は、カスティーリャ女王イサベル1世の宮廷に仕えてからしか残っていない。1496年から1498年の記録に「宮廷画家」として名前が現れるのが最初で、その後イサベル1世が死去する1504年まで女王の宮廷画家の地位にあった。デ・フランデスの作品は王族を描いた優れた肖像画がほとんどで、その多くは 21.3 cm x 16.7 cm 程度の大きさのパネルに描かれた多翼祭壇画で、現在は散逸してマドリードの王室パネル絵コレクションとなっている。
デ・フランデスはイサベル1世の死後、1505年から1507年までサラマンカの教会の仕事を請け負った。その後はパレンシアを拠点に活動し、パレンシア大聖堂のために主祭壇衝立などの制作を行った。現在プラド美術館に収蔵されている『キリストの磔刑』は、その主祭壇衝立の中央台座部分にあった。1519年11月にはデ・フランデスの妻が未亡人になったことの記録が残っている。晩年には宗教絵画を集中的に描き、スペイン以外で残っている絵画はほとんどがこの時期の作品となっている。パレンシアの聖ラザロ教会 のために描いた大きな祭壇画から散逸したパネル絵が、現在プラド美術館とワシントン・ナショナル・ギャラリーに4枚ずつ所蔵されている。
デ・フランデスの作品は、ヘントの初期フランドル派の作風と、スペイン絵画やスペイン風景画が融合したものになっており、特に祭壇画のそれぞれのパネル絵でその傾向が強い。色彩感覚に優れ、「使いづらい色を好んで使用し」そして「空間表現、光彩表現は洗練されているが、晩年の空間表現手法はマニエリスムに近いものになっている」

## 作品

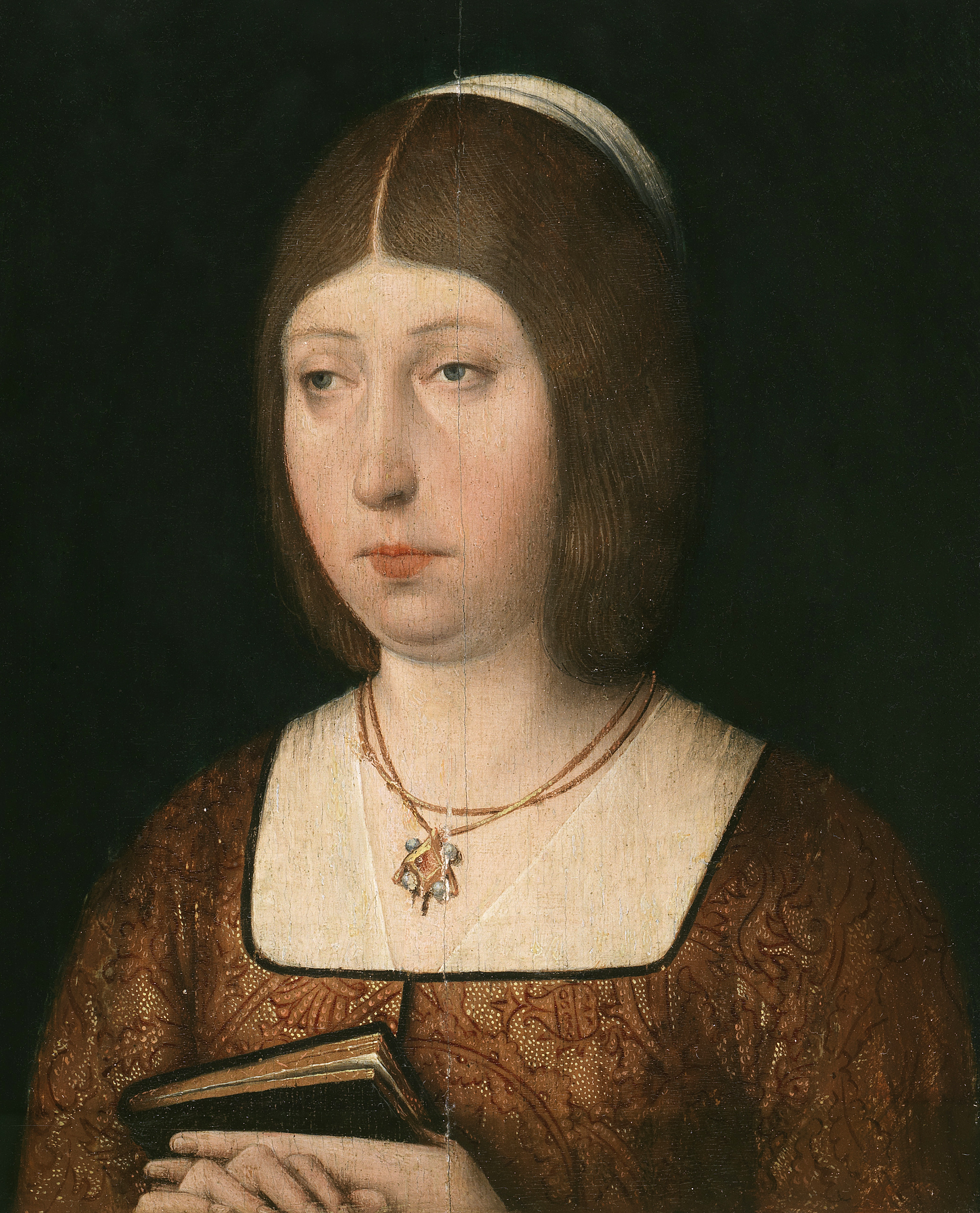
カスティーリャ女王イサベル1世の肖像画
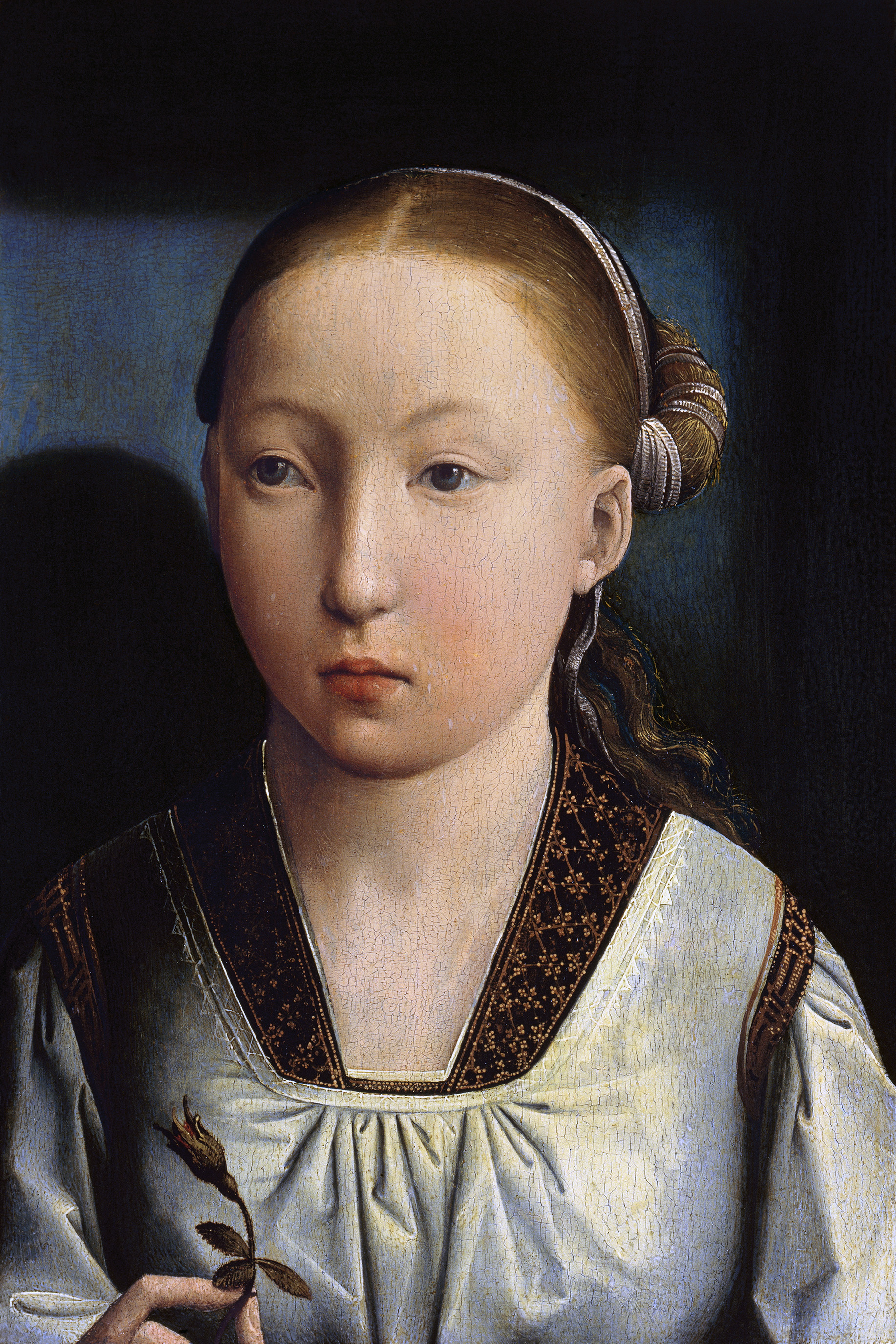
カタリーナ・デ・アラゴンの肖像画
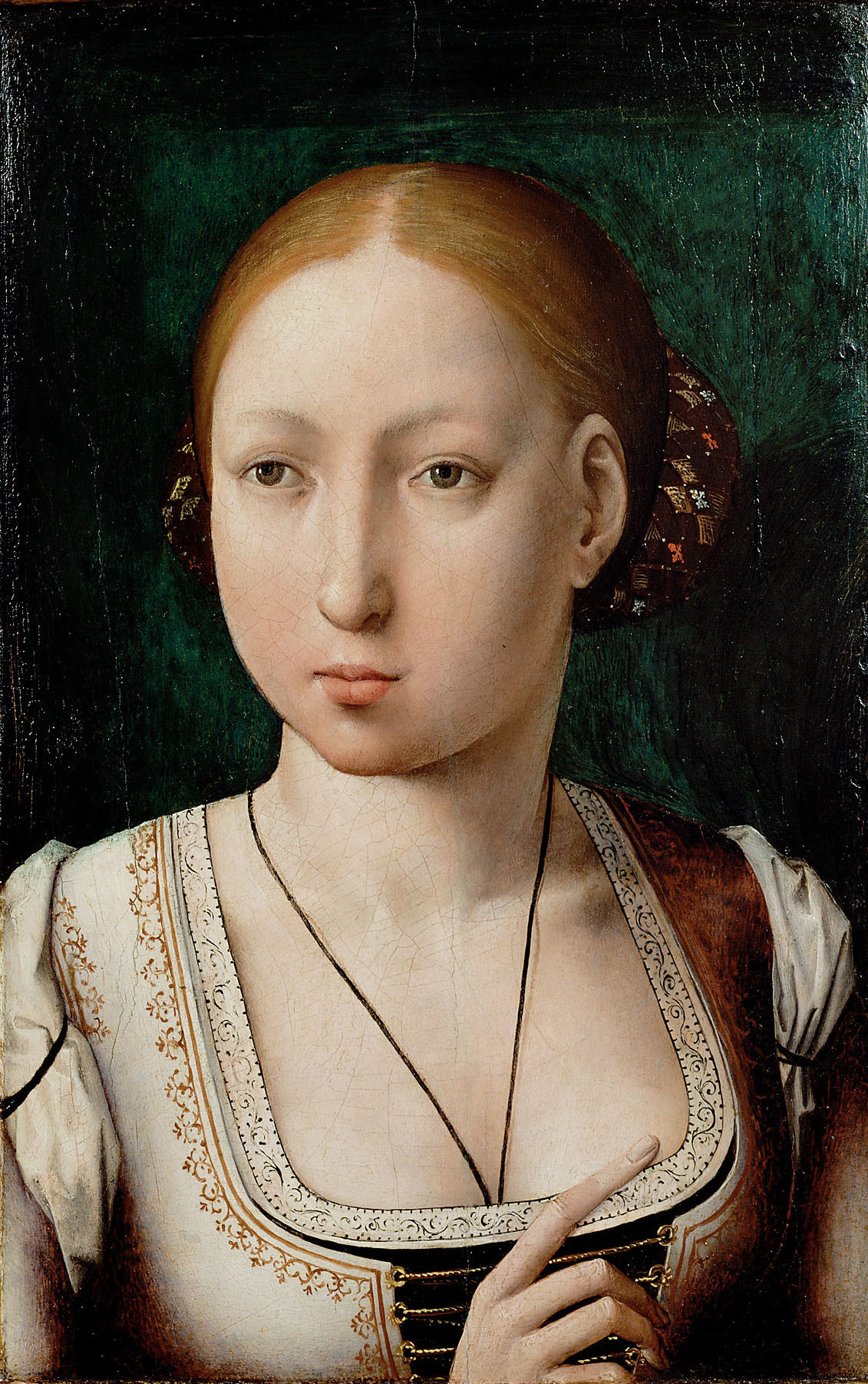
カスティーリャ女王フアナの肖像画
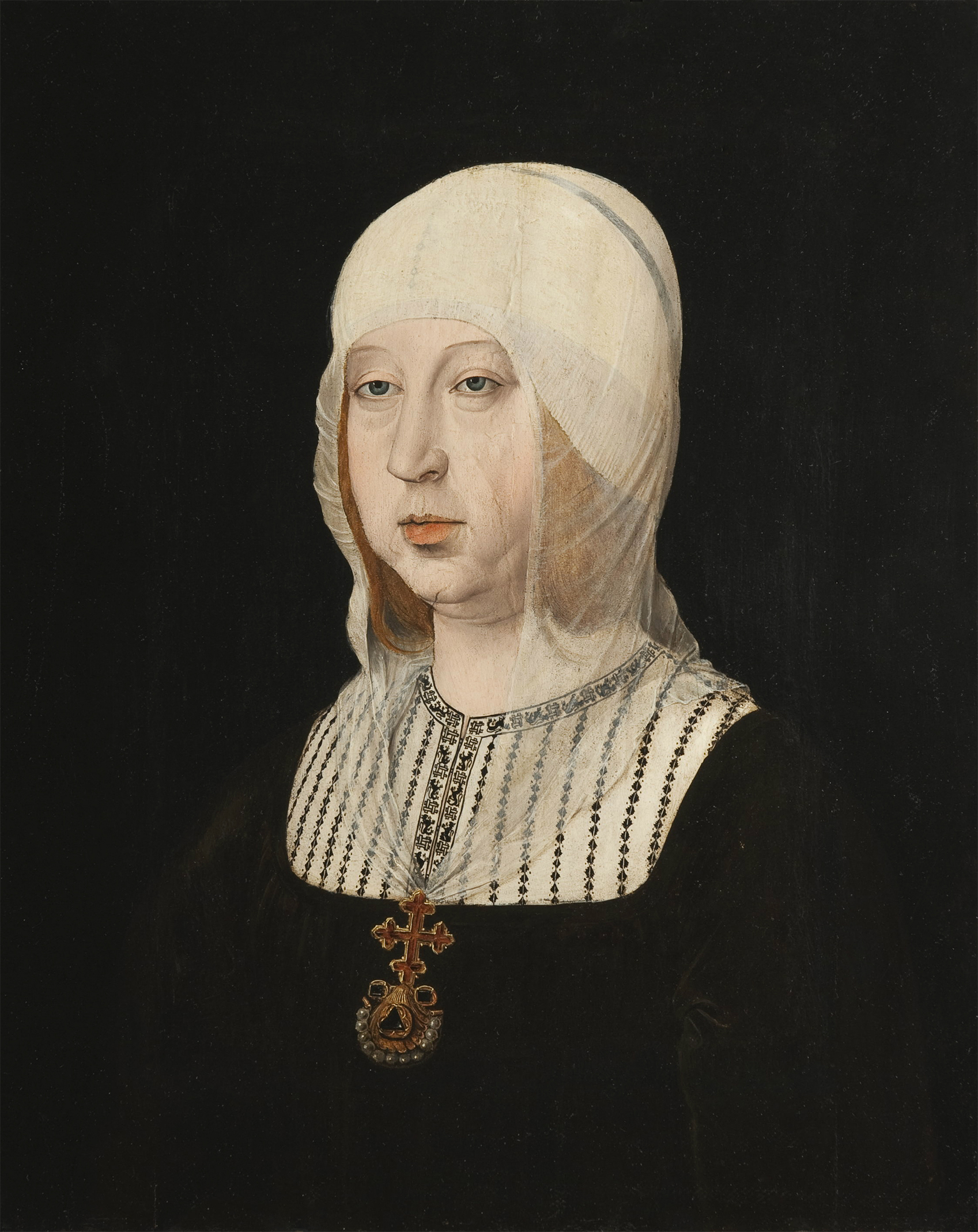
カスティーリャ女王イサベル1世の肖像画
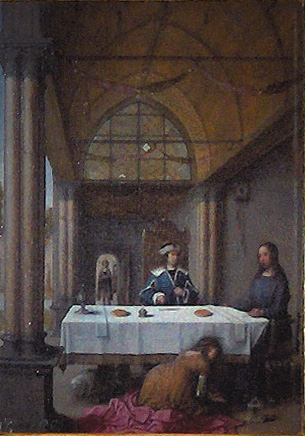
パリサイ人シモン家の食事（1496年頃-1504年）、マドリード王宮、イサベル1世の祭壇画の一部
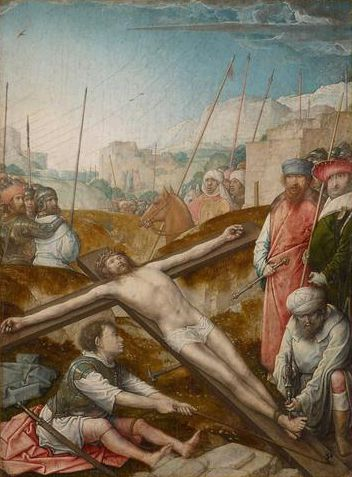
十字架に打ち付けられるキリスト、ウィーン、祭壇画から散逸したパネル絵
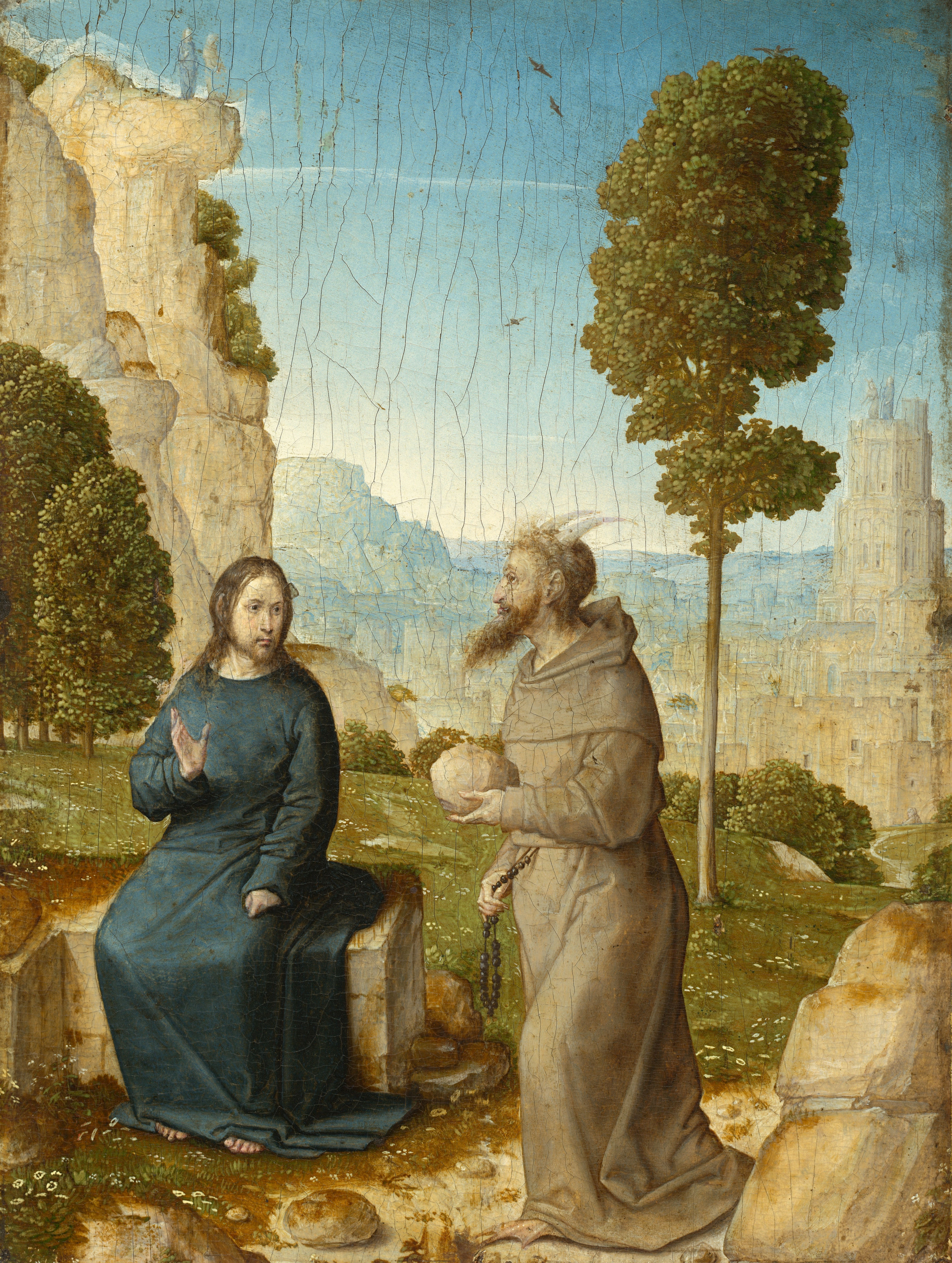
荒野の誘惑、ワシントン・ナショナル・ギャラリー、パレンシアの聖ラザロ教会の祭壇画から散逸したパネル絵
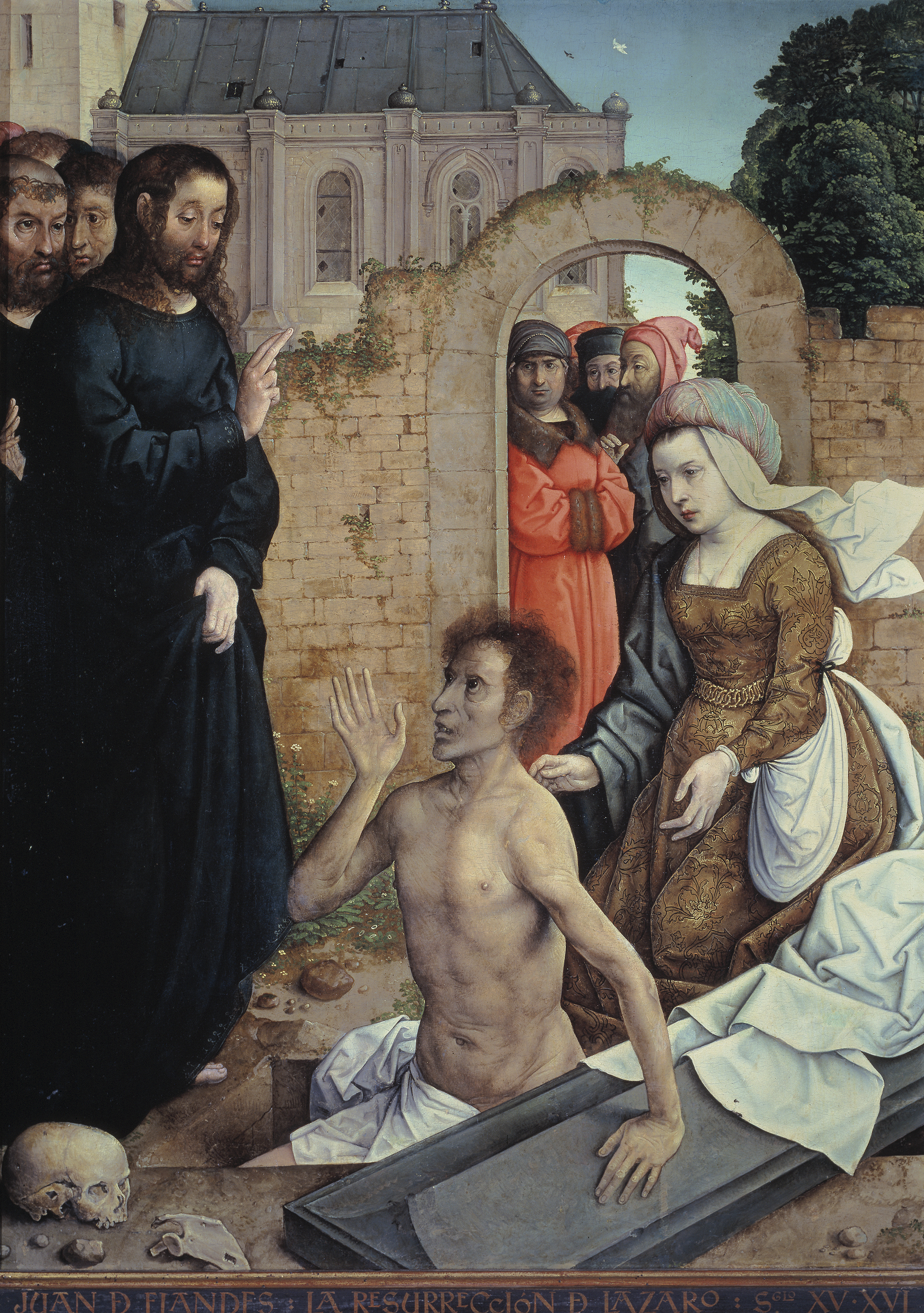
『ラザロの復活』、プラド美術館、パレンシアの聖ラザロ教会の祭壇画から散逸したパネル絵
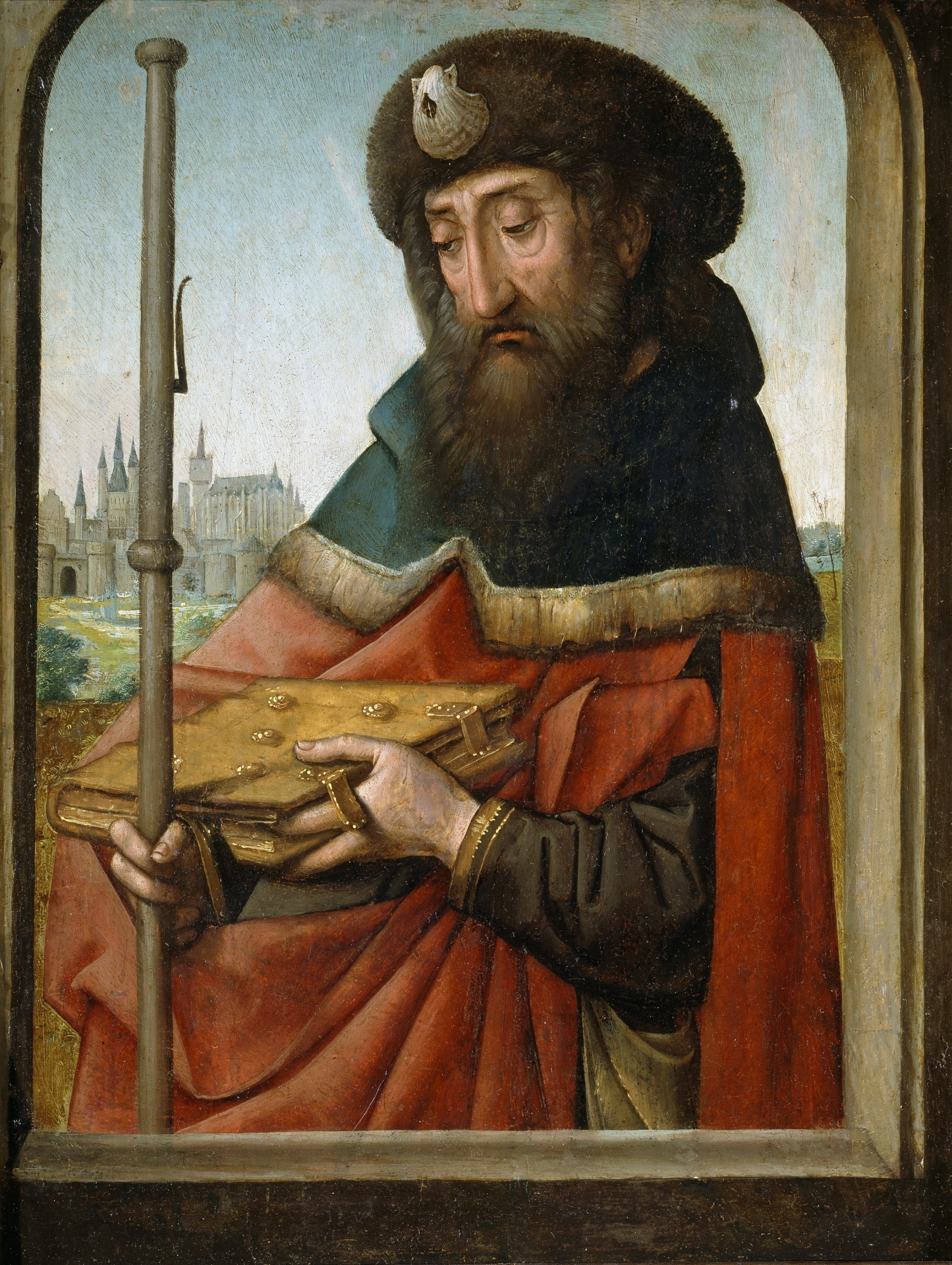
『巡礼者姿の聖ヤコブ』、プラド美術館